# 중국겨울잠쥐
중국겨울잠쥐 또는 쓰촨겨울잠쥐(Chaetocauda sichuanensis)는 겨울잠쥐과에 속하는 설치류의 일종이다. 중국 쓰촨성 북부 지역의 아고산대 혼합림에서 발견된다. 표본은 쓰촨 성 왕랑자연보호구에서 붙잡은 두 마리의 암컷이 유일하며, 1985년 왕유자(Wang Youzhi)가 처음 기술했다. 이후 코벳과 힐(Corbet & Hill, 1991, 1992)이 신종(Chaetocauda sichuanensis)을 새로운 속으로 재등록했다. 현재 중국겨울잠쥐속(Chaetocauda)의 유일종이다. 2개의 표본은 몸길이 90mm와 91mm이고, 꼬리 길이는 92mm와 102mm이다. 몸무게는 24.5g과 36.0g이다. 야행성이며 지상으로부터 약 3m 위의 나무에 둥지를 만들고 생활한다. 그리고 해발 2500m 고도의 지역에서 발견되었다. 작고 고립된 서식지때문에 국제 자연 보전 연맹(IUCN)은 2004년에 이 종을 멸종위기종으로 분류했다.